# Navvab Safavi
Seyyed Navvab Safavi (en persan : نواب صفوی), de son vrai nom Mojtaba Mir-Lowhi (en persan : مجتبی میرلوحی), est un militant islamiste iranien né à Téhéran en 1924 et mort le 18 janvier 1956 à Téhéran. Il est le fondateur du mouvement Fadayan-e Eslam (les Fedayin de l'Islam), responsable de plusieurs assassinats politiques. Il est considéré comme un martyr par le gouvernement de la République islamique d'Iran.

## Biographie
Navvad Safavi étudie à Nadjaf, en Irak et travaille ensuite quelque temps dans les raffineries de pétrole d'Abadan. Il s'y fait remarquer par son talent oratoire, auquel s'ajoute un physique avantageux.
Il se rapproche dès 1943 de Rouhollah Khomeini, auquel il rend visite plusieurs fois à Qom. Résolu à employer des méthodes terroristes afin d'établir une société basée sur la charia, il fonde en 1946 l'organisation Fadayan-e Eslam (les Fedayin de l'Islam), qui commanditera de nombreux attentats, notamment contre Abdolhossein Hajir, Ahmad Kasravi, Haj Ali Razmara, Hossein Ala' et Teymour Bakhtiar.
En 1954, il se rend au Caire à l'invitation de Sayyid Qutb, théoricien du djihad armé et prédicateur des Frères musulmans égyptiens. Safavi a lu tous ses livres et ils partagent de nombreuses idées dont celle de réislamiser leurs sociétés. La tendance dans les sociétés moyen-orientales était alors au nationalisme et à la laïcité. À la fin de ce séjour Safavi et Qutb fusionnent leurs organisations et désormais en Iran les Fedayin de l'Islam seront appelés Ikhuan al-Muslimin (les Frères musulmans). C'est la raison pour laquelle les idées de Sayyid Qutb (traduits en persan par Ali Khamenei) se retrouveront dans les fondements de la Révolution islamique.
Sur ordre du premier ministre iranien Mossadegh il est arrêté une première fois le 3 juin 1951, puis relâché en février 1953. Six mois plus tard Mossadegh est renversé par un coup d’État. Safavi s'en rejouit et collabore étroitement avec le gouvernement du nouveau premier ministre, le général Fazlollah Zahedi. En 1955 il devint clair que le régime n'engagerait pas une réislamisation de la société ni une mise en application de la charia. Après une tentative manquée d'assassinat à l'encontre de Hossein Ala', lui et trois autres membres des Ikhuan al-Muslimin seront condamnés à mort le 25 décembre 1955 et exécutés par un peloton d'exécution le 18 janvier 1956.
Son organisation des Fadayan-e Eslam, devenue Ikhuan al-Muslimin, lui survivra et prendra pour guide l'ayatollah Khomeini. Cela donnera une légitimité religieuse traditionnelle au mouvement, tandis que les disciples de Safavi apporteront à Khomeini tout le bagage doctrinal de la Confrérie égyptienne, au premier rang duquel les écrits et thèses de Sayyid Qutb.

## Idéologie
En économie , il a proposé une troisième position, réfutant à la fois le capitalisme occidental et le communisme pour une vision islamique, qui est similaire à la position anti-soviétique et anti-américaine de l'Ayatollah Khomeini. Son idéologie a été caractérisée comme "un capitalisme sismondien de commerçants et d'artisans où l'altruisme, la charité et les taxes religieuses ( zakat et khoms) agissent comme des dispositifs de nivellement dans une société qui honorerait tout le monde de la même manière et pourvoirait à tous leurs besoins », « les commerçants et les artisans vivraient dans un monde d'harmonie totale avec les marchands riches et fortunés, tandis que les voleurs capitalistes corrompus et arrogants et les détourneurs de fonds publics seraient éliminés», alors que le gouvernement «assumerait certaines responsabilités. Il maintiendrait la loi et l'ordre et veillerait à ce que les codes de conduite islamiques soient strictement appliqués. Il éduquerait les jeunes (l'éducation publique par le gouvernement est acceptée) et assumerait d'autres responsabilités sociales."
En géopolitique, comme beaucoup de nationalistes iraniens de son temps, il est particulièrement critique envers la Grande-Bretagne et l' Union soviétique, encore une autre caractéristique que l'ayatollah Khomeini a faite sienne. Il était également fortement antisioniste, proclamant que "le sang pur des braves adeptes de l'Islam est en ébullition pour aider les frères musulmans palestiniens". En fait, outre les tons panislamiques évidents du mouvement, il était aussi en quelque sorte un nationaliste dans le sens où « l'idéologie des Fada'iyan combinait le zèle religieux et la croyance en la suprématie de l'islam chiite avec des éléments du nationalisme iranien. Les Fada'iyan cherchaient et "espérait réunir les terres irano-chiites et établir un gouvernement islamique."

## Commémoration

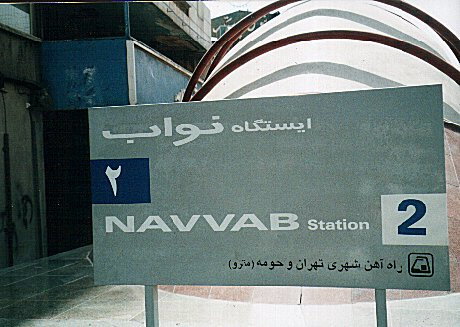
La station de métro Navvab

Perçu par Ali Khamenei comme le véritable précurseur de la révolution islamique, il est considéré par le gouvernement de la République Islamique d'Iran comme un martyr et un héros de l'Islam. Une station du métro de Téhéran porte son nom.